# Halid Bešlić

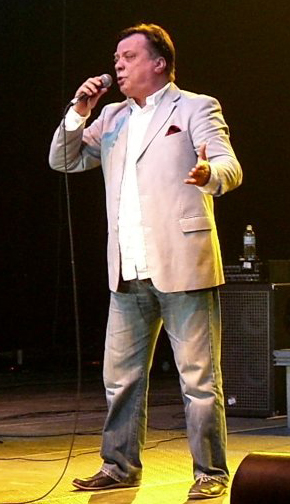
Halid Bešlić 2007 in Toronto

Halid Bešlić (* 20. November 1953 in Knežina bei Sokolac, SFR Jugoslawien) ist ein bosnischer Sänger. Bešlić gehört zu den populärsten Sängern auf dem gesamten Westbalkan. Er erlangte auch außerhalb des ehemaligen Jugoslawiens Popularität, wie etwa in Ungarn, Rumänien und Bulgarien.

## Biografie
Bereits während seiner Schulzeit hatte er musikalische Auftritte. Nachdem er in der Jugoslawischen Armee gedient hatte, zog er nach Sarajevo. Dort hielt er sich mit Auftritten in Restaurants über Wasser. Seine Popularität stieg in diesen fünf Jahren so stark an, dass er 1979 seine erste Single „Sanjam Majku“ aufnahm. Diese war sehr erfolgreich, sodass er bis Ende des Jahres die Alben „Sanjam majku“, und „Pjesma o Njoj“ herausbrachte. 1983 erschien sein Album „Neću neću dijamante“, das innerhalb kürzester Zeit Platin erhielt. Den Erfolg des gleichnamigen Liedes zeigt die Übersetzung ins Bulgarische, wo es sich auch Jahre später noch in den Charts wiederfand. Bis 1990 erschienen im Jahresrhythmus neue Alben. Auch diese erreichten Platinstatus.
Mittlerweile hat Bešlić beinahe 20 Alben veröffentlicht. Während des Bosnienkrieges veranstaltete er in ganz Europa zahlreiche Benefizkonzerte für die Opfer. Er spendete die Gage und unterstützte in jeglicher Art Einrichtungen wie SOS-Kinderdorf Sarajevo o. ä. Im Jahre 2008 erschien sein Album „Bešlić 08“. Bei der Präsentation in Kroatien wurde er als der Frank Sinatra Bosniens gefeiert.
Sein Genre ist der Turbo-Folk, bei dem moderne Popmusik mit traditioneller Musik des Balkans verschmilzt.
Sein Vater Mujo Bešlić, starb am 1. April 2016 im Alter von 83 Jahren in einem Krankenhaus in Sarajevo. Halid, der zu dieser Zeit in den Vereinigten Staaten auf einer Tournee war, schaffte es, zu der Beerdigung zu kommen, die in einem Dorf bei Olovo abgehalten wurde, wo Mujo seit Beginn des Bosnienkrieges im Jahr 1992 gelebt hatte.

## Diskografie

### Alben
- 1981: Halid Bešlić
- 1982: Halid Bešlić 2
- 1984: Dijamanti
- 1985: Zbogom noći, zbogom zore
- 1986: Zajedno smo jači
- 1986: Otrov
- 1987: Eh, Kad Bi Ti Rekla Mi, Volim Te
- 1988: Mostovi tuge
- 1990: Opet sam se zaljubio
- 1991: Ljiljani
- 1993: Grade moj
- 1996: Ne zovi me, ne traži me
- 1998: Robinja
- 2000: U ime ljubavi
- 2003: Prvi poljubac
- 2007: 08
- 2013: Romanija
- 2020: Trebević

### Kompilationen
- 2010: Najbolje Od Halida

### Singles (Auswahl)
- 1986: Vraćam Se Majci U Bosnu
- 1987: Hej zoro ne svani
- 1987: Eh, Kad Bi Ti
- 1989: Da Zna Zora (mit Željko Bebek)
- 1990: Sarajevo grade moj
- 2003: Prvi poljubac
- 2003: Pozuri
- 2003: Jesen U Meni
- 2003: Stara kuca
- 2003: Sviraj Nesto Narodno (mit Donna Ares)
- 2004: Bosna (mit Alka Vuica) (Original: Tarkan – Dudu)
- 2007: Dvadesete
- 2008: Miljacka
- 2013: Romanija
- 2013: Lavanda
- 2013: Kad zaigra srce od meraka
- 2018: Tamam je